# Fehérfarkú prérikutya
A fehérfarkú prérikutya (Cynomys leucurus) az emlősök (Mammalia) osztályának a rágcsálók (Rodentia) rendjébe, ezen belül a mókusfélék (Sciuridae) családjába tartozó faj.

## Előfordulása
Észak-Amerika középső területén honos.

## Megjelenése
A hím fej-test hossza 342 és 399 milliméter, a nőstény kisebb. A hím testtömege 750-1700 gramm, a nőstényé 675-1200 gramm. A prémje világosbarna, feketés-barna folttal a szeme felett és alatta. A fehér végű farka megkülönbözteti a többi prérikutyától.

## Életmódja
Föld alatti kolóniákban él.
|  |  |

## Szaporodása
Évente egyszer párosodnak, március végén, vagy június elején, Vemhesség körülbelül 30 nap, 2-8 utódja születik.